# Бенядін
Бенядін (словац. Beňadín) — річка в Словаччині; права притока Б'єлої води. Протікає в окрузі окрузі Пухов.
Довжина — 10.4 км. Витікає в масиві Яворники (схил гори Макита) на висоті 695 метрів біля чесько-словацького кордону.
Протікає територією сіл Лиса-під-Макитоу і Луки. Впадає у Б'єлу воду на висоті 343 метри.